# Sundance Kid
Sundance Kid (1867 Mont Clare, Pensylvánie – 7. listopadu 1908, San Vicente, Bolívie), rodným jménem Harry Alonzo Longabaugh, byl proslulý železniční a bankovní lupič.
Byl znám jako společník bandity Butche Cassidyho.
V roce 1887 byl usvědčen z krádeže koní a odsouzen k 18 měsícům ve vězení v Sundance ve Wyomingu. Proto později dostal přezdívku Sundance Kid.